# Vườn quốc gia Vicente Pérez Rosales
Vườn quốc gia Vicente Pérez Rosales (tiếng Tây Ban Nha phát âm:  [bisente peɾes Rosales]) nằm trong khu vực Los Lagos, tỉnh Llanquihue, Chile. Lối vào phía tây của nó gần với Ensenada, và nằm cách thủ thủ của tỉnh là Puerto Montt khoảng 82 km (51 dặm) về phía đông bắc, và 64 km (40 dặm) từ Puerto Varas. Vườn quốc gia này có diện tích khoảng 2.530 km 2 (977 sq mi) và gần như nằm hoàn toàn trong dãy núi Andes. Vườn quốc gia lân cận Vicente Pérez Rosales nằm gần các Vườn quốc gia Puyehue ở Chile, Nahuel Huapi và Lanín của Argentina, tạo thành một khu vực bảo vệ liên tục lên tới gần 15.000 km 2 (5.792 sq mi).
Vườn quốc gia bảo vệ khu vực tự nhiên của Hồ Todos los Santos và phần lớn các lưu vực sông của nó. Khu vực hồ Petrohué làm phát sinh sông Petrohué. Một khoảng ngắn hạ lưu của con sông này vẫn trong giới hạn của vườn quốc gia, tại khu vực sông Petrohué chảy qua có thác nước Petrohue. Phía đông vườn quốc gia có độ dốc của Núi lửa Osorno, phía nam của Puntiagudo và sườn phía tây của Tronador, với độ cao tối đa 3.491 m (11.453 ft). Những ngọn núi quanh năm phủ đầy tuyết tạo thành cảnh quan đặc biệt cho vườn quốc gia này.

## Khí hậu
Trung tâm Khí tượng Chile công bố một bản tóm tắt khí hậu cho khu vực lần thứ 10. Lượng mưa trung bình hàng năm trong khu vực Petrohué, ở độ cao 700 m (2.297 ft) là khoảng 4.000 mm (157 in). Mưa trên bề mặt hồ là khoảng 3.000 đến 4.000 mm (118–157 in), trong khi trên sườn phía tây của các ngọn núi có thể lên tới 5.000 mm (197 in) mỗi năm. Gió thổi chủ yếu là từ Tây sang Đông, khi đưa mây vào gặp các ngọn núi gây mưa. Triền núi phía đông có xu hướng nhận được lượng mưa ít hơn. Các tháng mùa mưa là tháng 6-8, trong khi mưa ít nhất được ghi nhận vào tháng 1-3. Nhiệt độ trung bình hàng năm ở độ cao 3.000 đến 4.000 mm (118–157 in) khoảng 11-12 °C (52-54 °F). Trên 1.000 m (3,281 ft) độ cao, tuyết kéo dài nhất trong năm. Trong những tháng mùa hè ấm áp, nhiệt độ tối đa trung bình hàng ngày chỉ khoảng 25 °C (77 °F). Tăng trưởng thực vật kéo dài trong khoảng trên 6 tháng trong năm.